# Nuno Rodrigues Freire de Andrade
Frei D. Nuno Rodrigues Freire de Andrade (Corunha, c. 1315 - 1372) foi o 6.º Mestre da Ordem de Cristo, e o penúltimo mestre clérigo da Ordem. Exerceu o cargo de 1357 até à sua morte, ocorrida em 1372. O Rei D. Pedro I entregou-lhe a educação do seu filho bastardo, D. João (o futuro D. João I de Portugal). 

## Biografia
Nasceu na Corunha, cerca do ano de 1315, filho de Rui Freire, senhor de São Martinho de Andrade (uma paróquia situada no sul do concelho de Ponte d'Eume, na Corunha) e de Inez González de Sotomayor.
Sendo assim descendente, por varonia, de D. Fernão Peres de Andrade (Fernán Perez de Andrade, señor de Puente de Eume), fundador da linhagem dos Freire, ou Andrade, de quem as trovas medievais da Galiza disseram, referindo-se aos seus combates com os Templários e às armas ("de verde, banda perfilada de ouro") usadas pelos Andrades:
Vi os valentes Templários
Batalhar em claro dia,
E aos Freire seus contrários,
Dos seus bens proprietários,
trazer a AVE MARIA
Sua insígnia verde cerrada,
A quem sua banda dourada
El-Rei com três vilas doou,
Quem a vitória ganhou?
Dom Fernão Peres de Andrada 
Não se sabe os motivos que o trouxeram a Portugal, mas Fernão Lopes, na sua Crónica de el-rei D. Pedro I, dá a entender que era parente de Teresa Lourenço, mãe do futuro rei D. João I. Isso explicaria a proximidade entre o Rei D. Pedro I e Nuno Freire de Andrade, que era forte ao ponto de ter levado o monarca português a confiar a educação do seu filho bastardo, D. João, ao 6.º mestre da Ordem de Cristo. 
Efetivamente, na quinta do Paço de Nespereira, também conhecida como "quinta do Paço do Infante", que depois passaria como morgadio para os descendentes do filho primogénito do 6.º mestre da Ordem de Cristo (nomeadamente, seu bisneto Pedro de Melo, o Púcaro), Nuno Freire encarregou-se da educação do bastardo real, D. João.
Foi também Nuno Freire quem obteve a nomeação de D. João como Mestre da Ordem de Avis, com apenas 7 anos de idade, no ano de 1364.
As primeiras informações que temos de Nuno Rodrigues Freire de Andrade em Portugal encontram-se no tratado de Canaveses, datado de 5 de Agosto de 1355, em que D. Nuno surge na qualidade de um dos doze vassalos do Infante D. Pedro, que juraram fazer tudo o que pudessem para que o Infante cumprisse o Tratado de concórdia, então celebrado com D. Afonso IV, seu pai.

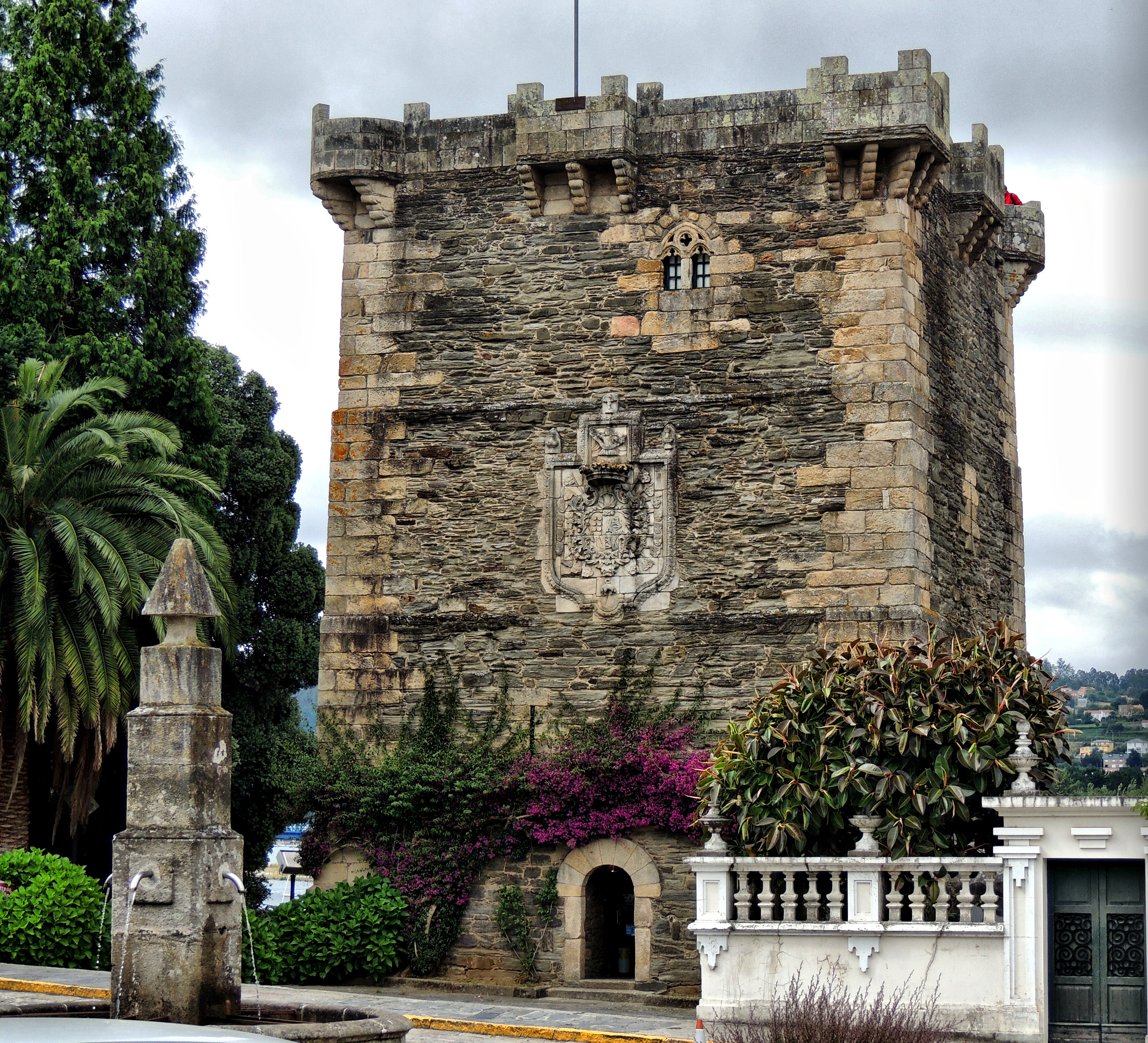
A Torre dos Andrade, em Pontedeume, solar de origem da família do 6.º mestre da Ordem de Cristo

Foi eleito 6.º Mestre da Ordem de Cristo em novembro de 1357, poucos dias após a renúncia do seu antecessor, D. Rodrigo Eanes. É significativo que tenha sido eleito escassos seis meses após a ascensão de D. Pedro I ao trono. Os textos da época mostram a apreciação do monarca pelo fidalgo galego, nos seguintes termos:
E na verdade foy o M. D. Nuno hum dos fidalgos que mais disfrutou o seo (de D. Pedro) agrado e hum dos que forão seos privados
No exercício do cargo, destacou-se por suas políticas reformadoras, nomeadamente no que toca aos bens que se encontravam na posse da Ordem, mas dos quais esta não retirava o devido proveito, ou recebia rendimentos inadequados.
Faleceu em 1372, estando sepultado em Tomar, na Igreja de Santa Maria dos Olivais, que era então a sede da Ordem de Cristo.

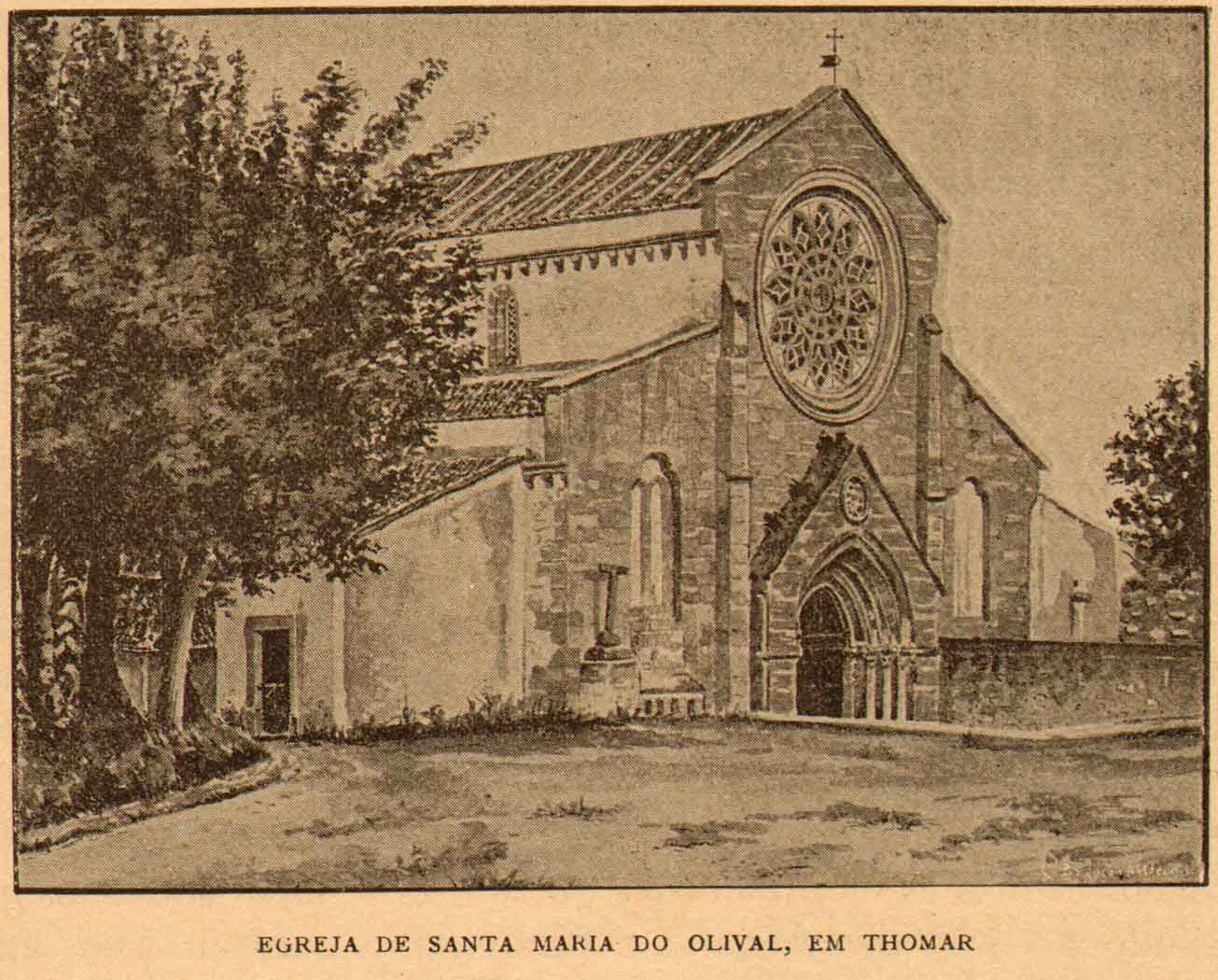
Gravura da Igreja de Santa Maria do Olival, em Tomar, onde D. Nuno Rodrigues Freire de Andrade foi sepultado

## Descendência
Apesar de estar sujeito a voto de castidade, como cavaleiro de uma ordem militar, D. Nuno Freire teve dois filhos bastardos da sua relação com Clara Martins:
- Rui Freire de Andrade, comendador de Santiago. Foi legitimado por carta régia de 12.09.1359, teve duas comendas (de Palmela e Arruda) na Ordem de Santiago, e foi também comendador-mor desta Ordem e senhor de Algés; deixou descendência do seu casamento com Aldonça Novais (são bisavós do acima referido Pedro de Melo, o Púcaro);

- Gomes Freire de Andrade, 1.º senhor de juro e herdade de Bobadela. Foi ele quem, quando da morte do conde de Andeiro, alertou Lisboa aos gritos de «Matam o mestre nos paços da rainha!». Teve descendência do seu casamento com Leonor Pereira (que era da casa dos senhores da Feira), na qual seguiria o senhorio de Bobadela.